# Trishula
Un Trishula (sánscrito: त्रिशूल, IAST: triśūla) o trishul es un tridente, un símbolo divino, comúnmente utilizado como uno de los principales símbolos en Sanatana Dharma. En India y Tailandia, el término también se refiere a menudo a un arma de mango corto que puede montarse en un daṇḍa (en sánscrito: दण्ड, que significa 'lanza'). A diferencia del sai de Okinawa, la trishula a menudo tiene cuchillas. En indonesio, trisula generalmente se refiere específicamente a un tridente de mango largo, mientras que la versión diminuta se conoce más comúnmente como cabang o tekpi.

## Etimología
El nombre trishula deriva en última instancia de la palabra sánscrita त्रिशूल (triśūla), de त्रि (trí), que significa 'tres', y शूल (śū́la), que significa 'un alfiler, estaca de hierro afilado', refiriéndose en este caso al arma. tres puntas.

## Simbolismo

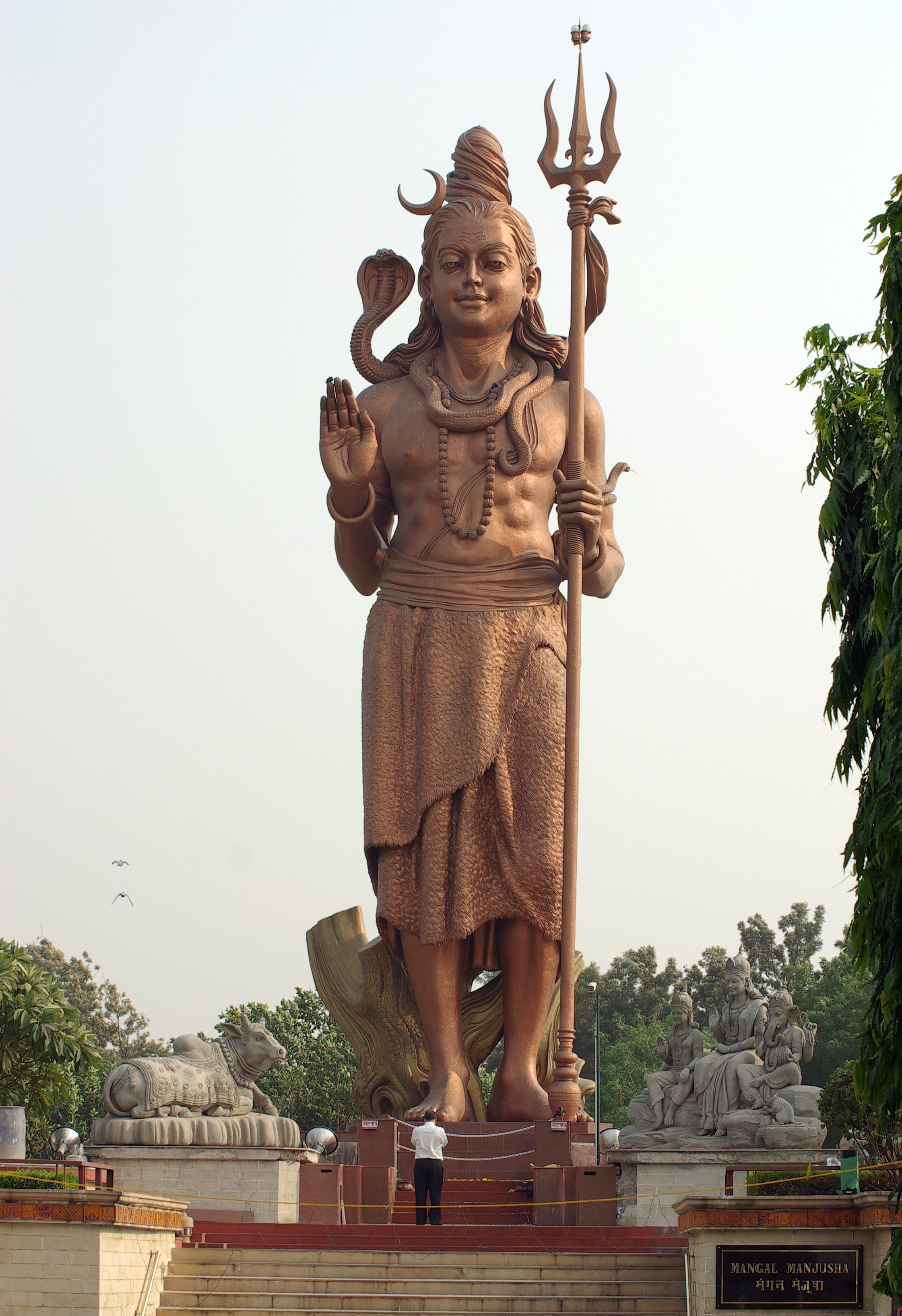
Estatua del dios Shiva

El simbolismo de la trishula es polivalente y rico.[cita requerida] Es manejado por el dios Shiva y se dice que se usó para cortar la cabeza original de Ganesha. Durga también sostiene una trishula, como una de sus muchas armas. Se dice comúnmente que los tres puntos representan varias trinidades: creación, mantenimiento y destrucción; pasado, presente y futuro; cuerpo, mente y atman; dharma o dhamma (ley y orden), bienaventuranza/ disfrute mutuo y emanación/ cuerpos creados; compasión, alegría y amor; espiritual, psíquica y familiar; felicidad, comodidad y aburrimiento; orgullo, reputación y egoísmo; claridad, conocimiento y sabiduría; cielo, mente y tierra; alma, fuego y tierra; alma, pasión y alma encarnada; lógica, pasión y fe; oración, manifestación y sublime; perspicacia, serenidad y Bodhisattvahood o Arhatship (anti-vanidad); práctica, comprensión y sabiduría; muerte, ascensión y resurrección; creación, orden y destrucción; los tres gunas: satva, rajas y tamas.[cita requerida]

## Otros usos
1. Según el Shiva Puran, Shiva es swayambhu, creado por sí mismo, nacido de sus voliciones. Emerge como una encarnación directa de Sadashiv y tiene trishula desde el principio.
2. Según el Vishnu Puran, Vishwakarma creó la trishula usando la materia del sol y se la dio a Shiva. Cuando Suryadev se casó con Sanjana, la hija de Vishwakarma, su esposa pronto se sintió infeliz con la vida matrimonial debido al calor insoportable de su esposo Surya. Ella se quejó con Vishwakarma, quien accedió a resolver el problema. Su padre llegó a un acuerdo por el cual Surya acordó reducir su calor para acomodar a Sanjana. La materia solar cayó a la tierra, reduciendo su calor por 1⁄8 . Ese material se usó luego para hacer el trishul.
3. Trishula a veces también puede designar el símbolo budista del triratna.
4. La diosa Durga sostiene una trishula entre otras armas y atributos en sus manos y entre sus pertrechos, habiendo recibido armas celestiales tanto de Shiva como de Vishnu.
5. Una palabra similar, Trishel, es la palabra romaní para 'cruz'.
6. Trisula es el nombre de la operación de 1968 por la ABRI para acabar con los restos del PKI en el sur de Blitar.

## Galería

Trishula de Shiva con damaru.
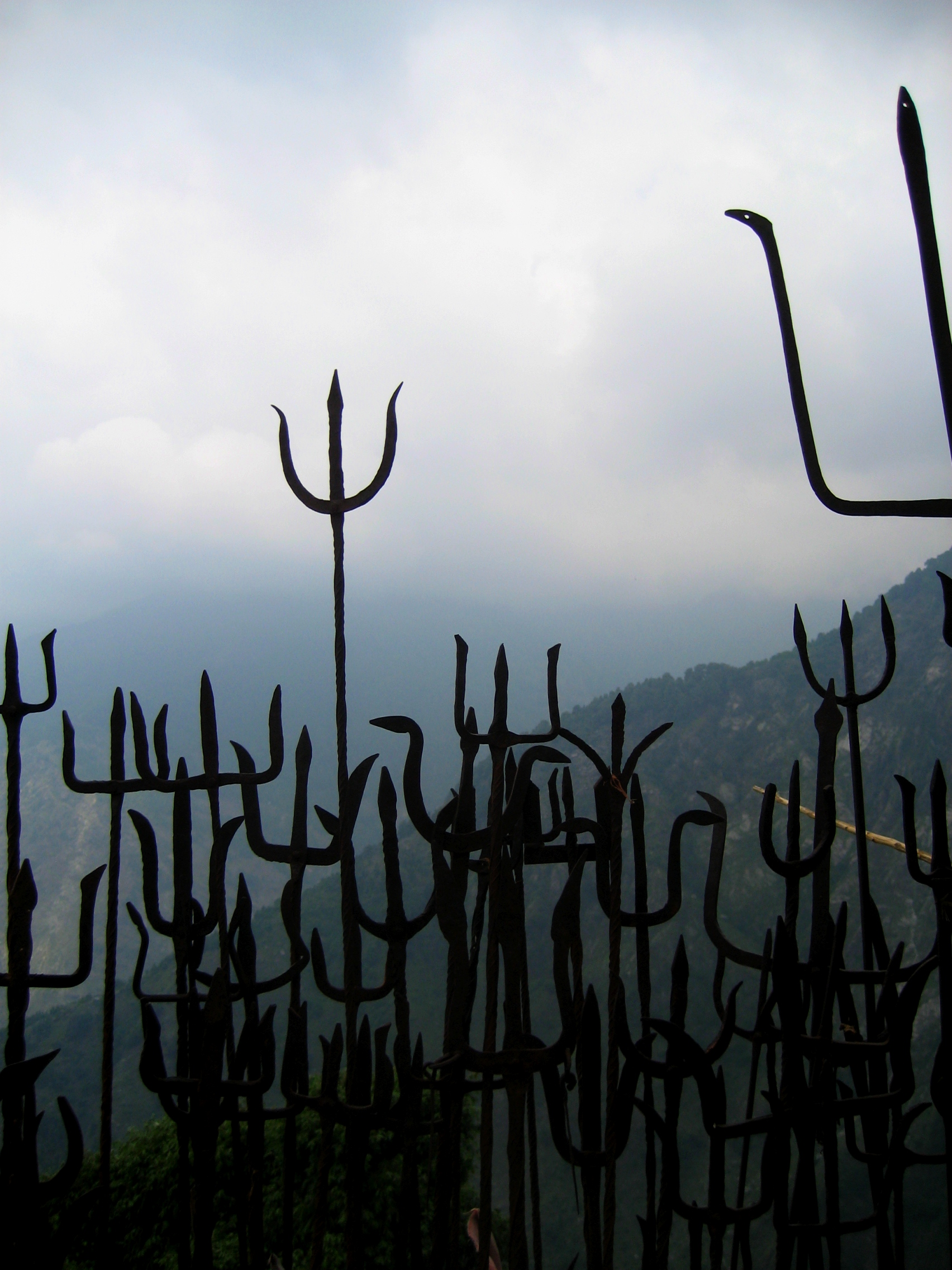
Trishula llevado como ofrenda a Guna Devi, cerca de Dharamsala, Himachal Pradesh.
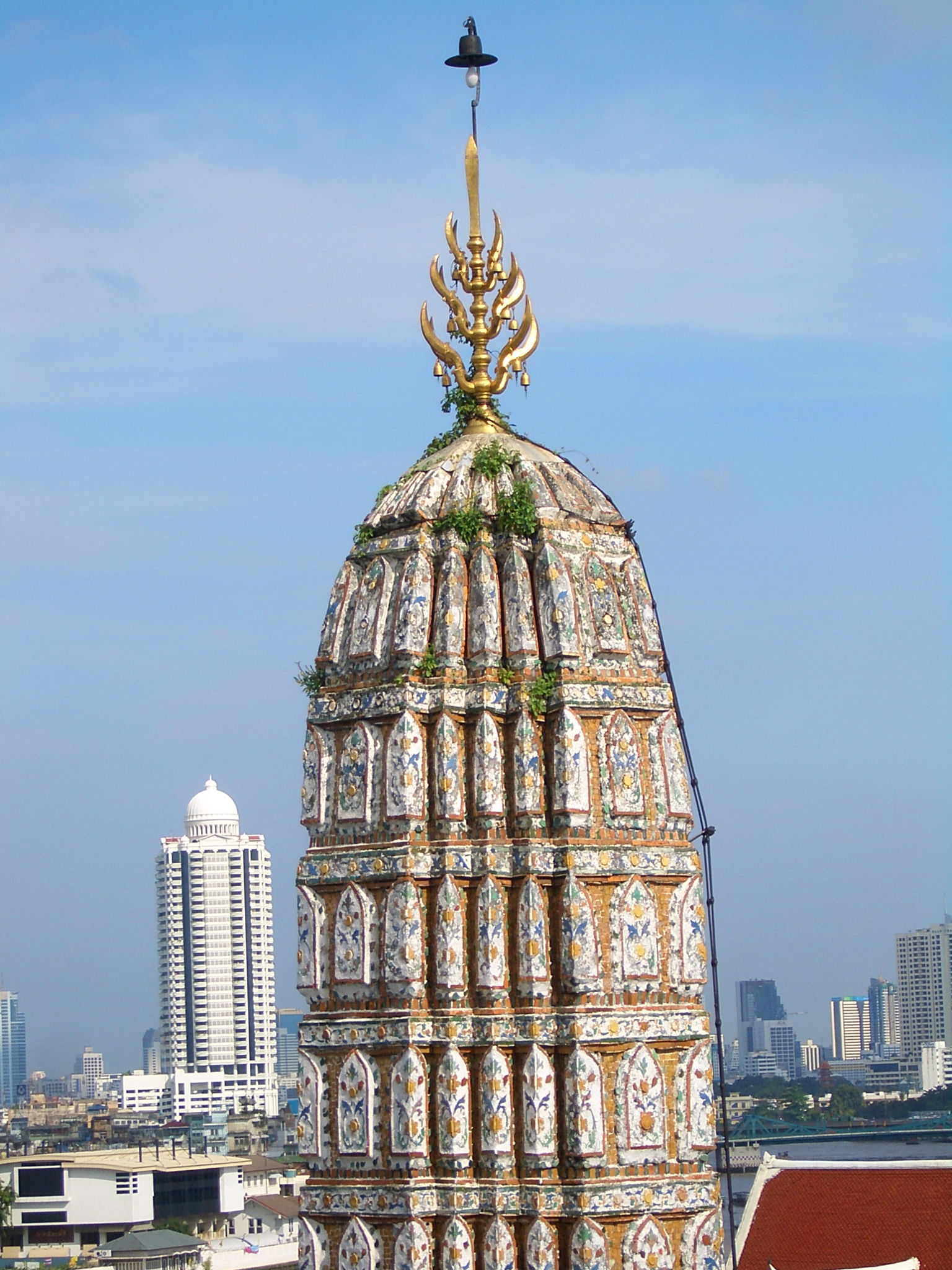
Una trishula de siete puntas en la cima de Wat Arun, también conocida como el tridente de Shiva.
Emblema de la dinastía Chakri, la casa real de Tailandia fundada en 1782. El emblema de la dinastía consiste en la trishula entrelazada con el Sudarshana Chakra, otra arma, para crear un Chakri.
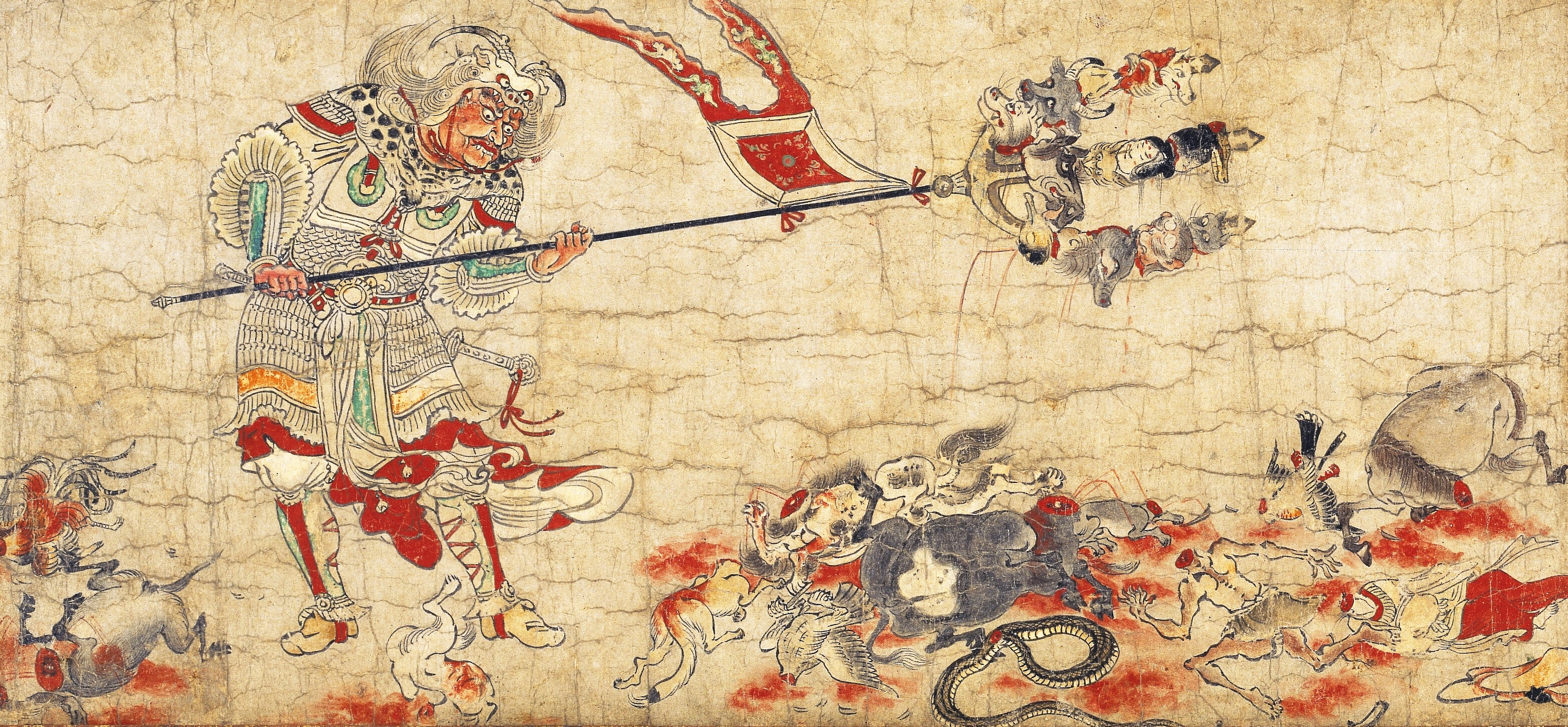
Sendan Kendatsuba (o Candana Gandharva) está representado usando su trishula para matar animales malvados y demonios en el set de cinco pinturas Exterminio del Mal.